# Xã Afton, Quận DeKalb, Illinois
Xã Afton (tiếng Anh: Afton Township) là một xã thuộc quận DeKalb, tiểu bang Illinois, Hoa Kỳ. Năm 2010, dân số của xã này là 861 người.